# Mikrofotografie
Als Mikrofotografie wird ein Bereich der Fotografie bezeichnet, bei dem die Abbildungen von Objekten auf einem Sensor sehr viel größer sind als die Objekte selbst. Dabei auftretende Abbildungsmaßstäbe sind größer als die der Makrofotografie.

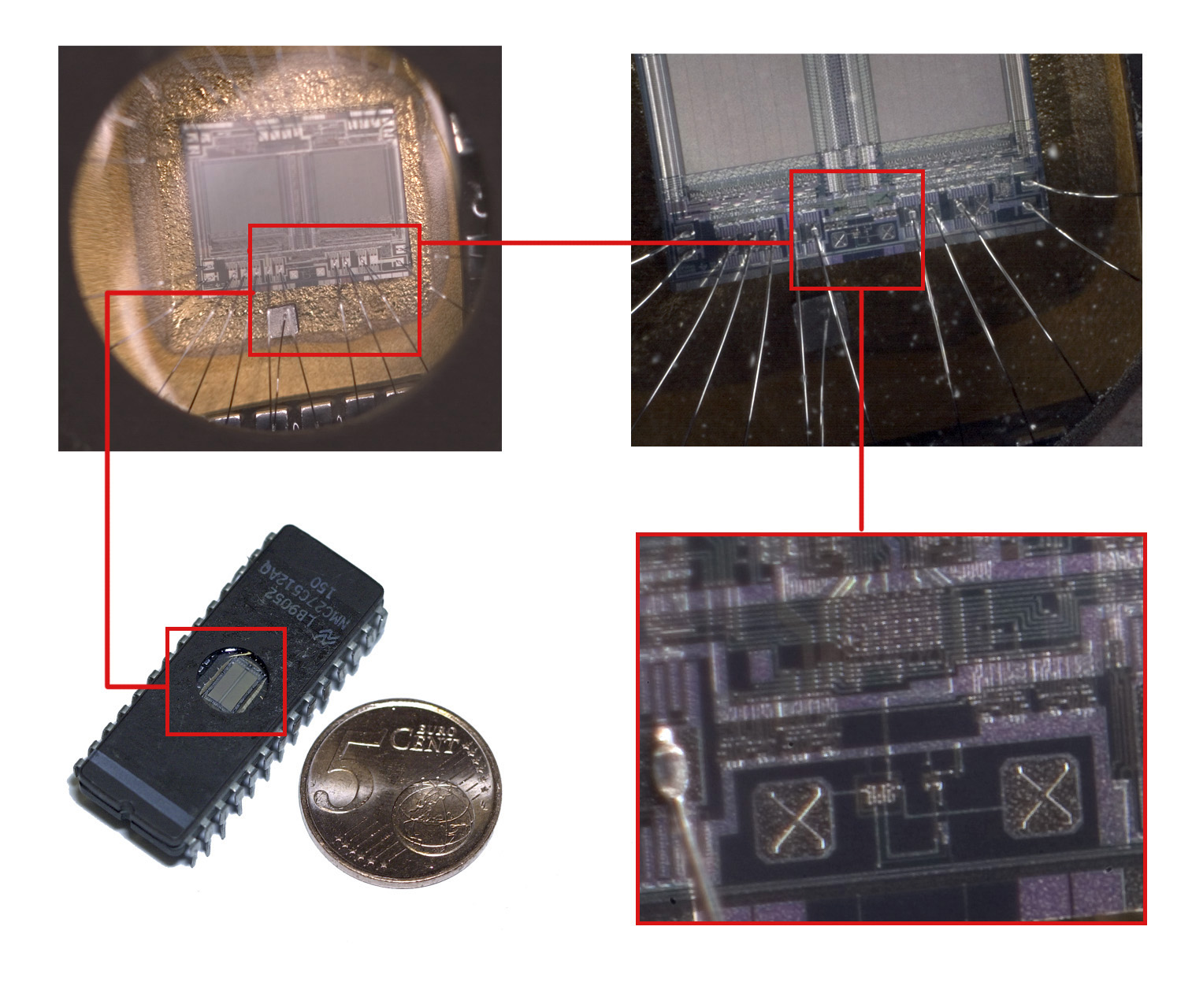
Aufnahmen eines EPROM-Chips mit verschiedenen Vergrößerungsstufen:
• unten links: normales Foto
• oben links: Makrofoto
• rechte Seite: zwei verschieden vergrößerte Mikrofotos

Eine besondere Schwierigkeit bei der Mikrofotografie ist die sehr geringe Schärfentiefe. Bei Digitalaufnahmen von unbewegten Objekten besteht die Möglichkeit durch das Stapeln mehrerer Aufnahmen mit verschiedenen Fokusebenen („Focus stacking“), ein Bild mit erhöhten Schärfentiefe zu erzeugen. Dafür gibt es spezielle Software, wie beispielsweise das Open-Source-Programm CombineZP.
Die Mikrofotografie wird professionell zur Dokumentation in den Bereichen Biologie (speziell Histologie), Mineralogie und Materialprüfung eingesetzt.

## Mikrofotografie mithilfe eines Mikroskops
Die häufigste Mikrofotografie geschieht mit Hilfe einer an ein Mikroskop angeschlossenen Kamera.

### Mikroskope mit Fototubus

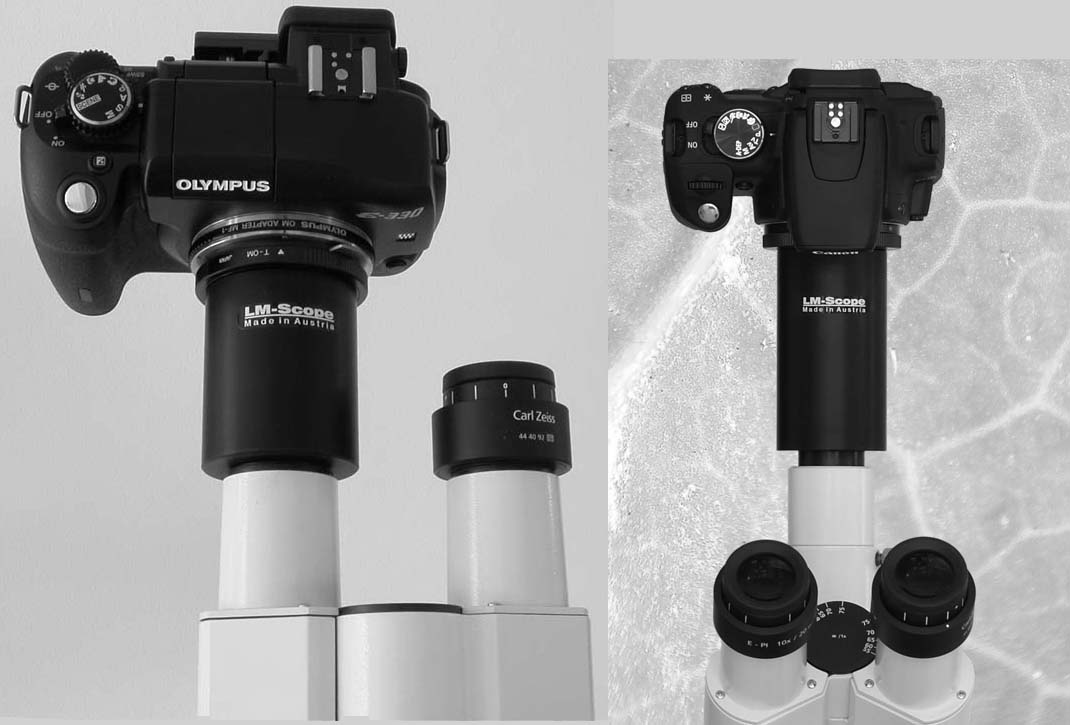
Anschluss einer digitalen Spiegelreflexkamera am Okulartubus (links) oder am Fototubus (rechts) eines Mikroskops

Dazu ist bei Forschungsmikroskopen in der Regel ein Fototubus vorgesehen, an den das Kameragehäuse ohne weitere Linsen angeschlossen wird. In diesem Fall leuchtet das Zwischenbild den Film bzw. die Sensorfläche (CCD / CMOS) der Kamera vollständig aus, die Okularoptik ist an der Aufnahme nicht beteiligt. Diese Anordnung bietet zahlreiche Vorteile:
- Die Qualität der Aufnahme wird nicht durch zusätzliche optische Elemente beeinträchtigt,
- die Kamera ist mechanisch steif mit dem Mikroskop verbunden,
- die Okularoptik bleibt für die Wahl des Bildausschnittes frei,
- bei Verwendung von Bajonettverschlüssen kann das Kameragehäuse in wenigen Sekunden gewechselt werden,
- durch Anpassung über Zwischenringe können verschiedene Aufnahmeformate eingesetzt werden.

Meist bieten Hersteller von Forschungsmikroskopen zugleich Kameragehäuse an, die speziell auf ihre eigenen Fabrikate zugeschnitten sind und so eine bessere Steuerung der Belichtung ermöglichen. Weiterentwicklungen der Mikrofotografie bestehen in der Übertragung der digitalisierten Aufnahmen an eine Workstation zur softwaregesteuerten, automatisierten Bildauswertung – nicht nur von Einzelbildern, sondern auch ganzen Serien, wie histologischen Schnitten.

### Mikroskope ohne Fototubus

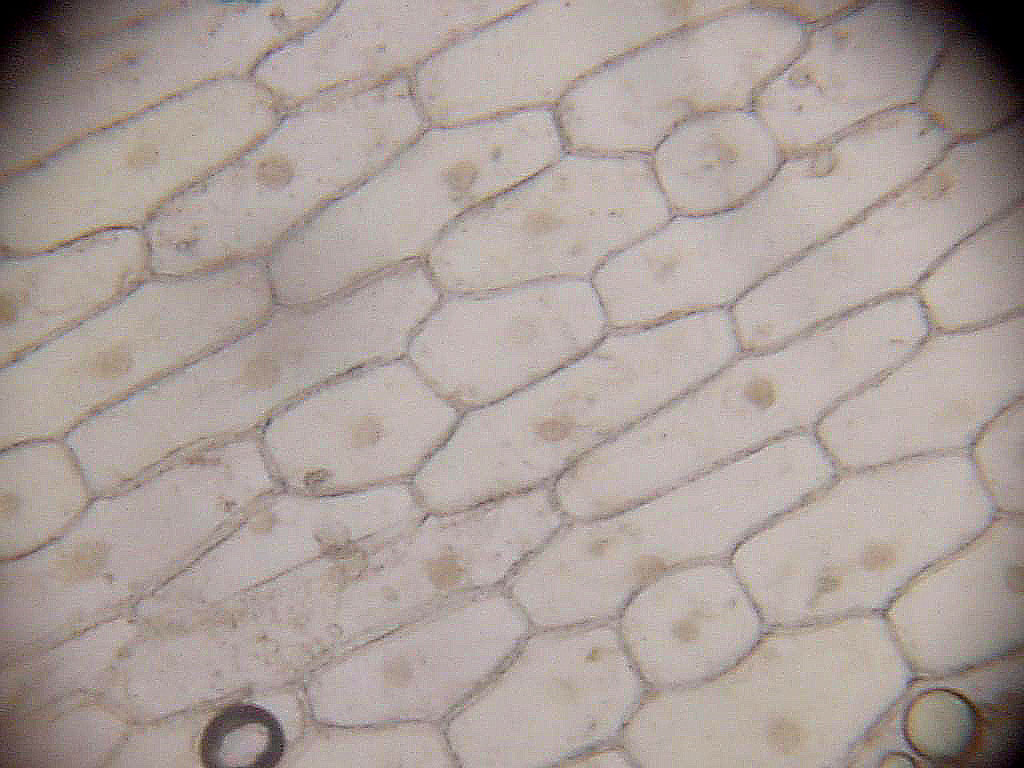
Mikrofotografie von Zellen einer Zwiebel mit deutlich erkennbaren Abschattungen an den Bildecken

Bei Mikroskopen ohne Fototubus ist es aber durchaus möglich, eine Kamera (auch ohne weitere Anpassungen), direkt ans Okular zu halten und mit ruhiger Hand auszulösen. Besonders wichtig ist die Ausrichtung der optischen Achse des Kameraobjektivs auf die des Mikroskopokulars. Nicht jede Kamera ist dafür geeignet, mit vielen preisgünstigen Modellen ist dies aber möglich. Durch mangelnde optische Anpassung ist meist nur ein kleineres, an Ecken und Rändern vignettiertes (abgeschattetes) Bild zu bekommen.
Eine etwas bessere, aber auch teurere Lösung besteht darin, einen Tubus-Adapter zu verwenden, mit dem verbunden die Kamera anstelle des Okulars in den Tubus eingeführt wird. Der Adapter übernimmt die mechanische und optische Anpassung zwischen Mikroskop und Kamera. Dadurch vermeidet man Verwacklungsunschärfen und eine Vignettierung des Bildes, die resultierende Fotoqualität ist wesentlich höher.

### Elektronenmikroskope
Während bei Rasterelektronenmikroskopen keine Bilder direkt aufgenommen werden können, ist dies bei Transmissionselektronenmikroskopen möglich. Klassisch werden Fotoplatten, Planfilm oder 35-mm-Film eingesetzt. Moderne Geräte sind mit CCD-Kameras ausgestattet, welche über einen Szintillator die Bilder direkt im Mikroskop aufnehmen können. Es sind Vergrößerungen bis über eine Million bei Auflösungen bis zu 0,05 nm erreichbar.